# Metantithyra silvestrella
Metantithyra silvestrella är en fjärilsart som beskrevs av Pierre E.L. Viette 1957. Metantithyra silvestrella ingår i släktet Metantithyra och familjen plattmalar. Inga underarter finns listade i Catalogue of Life.